# Desastre de Kyshtym
O Desastre de Kyshtym (Кыштымская авария) foi um acidente de contaminação radioativa que ocorreu em 29 de setembro de 1957 em Mayak, um local de produção de plutônio para armas nucleares e fábrica de reprocessamento de combustível nuclear na União Soviética. É medido como um desastre de Nível 6  na Escala Internacional de Eventos Nucleares (INES), tornando-se o terceiro mais grave acidente nuclear da história, após o desastre nuclear de Fukushima Daiichi e o desastre de Chernobyl (Nível 7 no INES). O evento ocorreu na cidade de Ozyorsk, oblast de Chelyabinsk, uma cidade fechada, construída em torno da fábrica Mayak. Dado que Ozyorsk/Mayak (também conhecido como Chelyabinsk-40 e Chelyabinsk-65) não estava marcado em mapas, o desastre foi chamado de Kyshtym, a cidade mais próxima conhecida.

## História

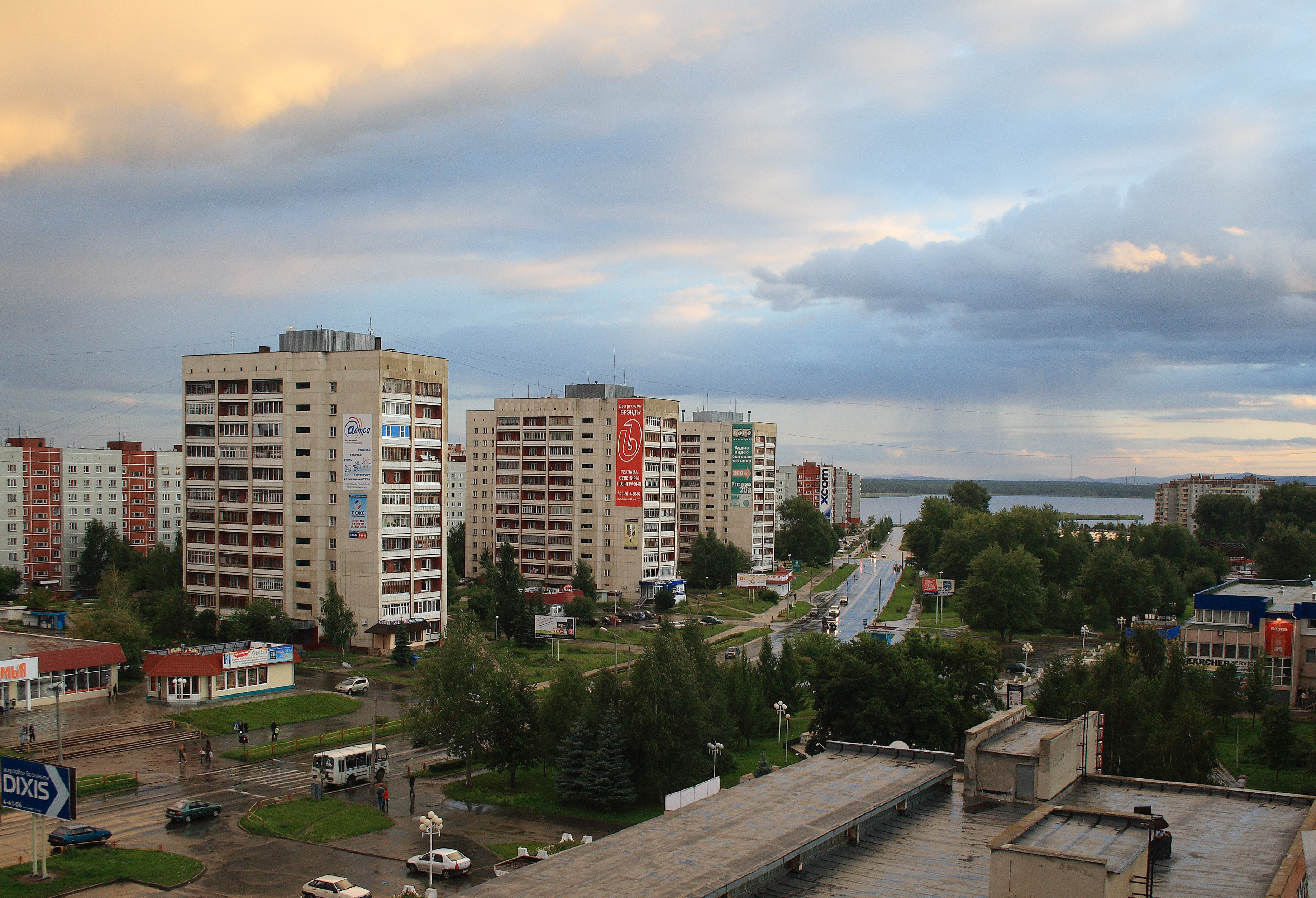
Ozyorsk em 2008

Após a II Guerra Mundial, a União Soviética ficou para trás dos EUA no desenvolvimento de armas nucleares, então, começou um rápido programa de pesquisa e desenvolvimento para produzir uma quantidade suficiente de urânio e plutónio. A fábrica de Mayak foi construída às pressas, entre 1945 e 1948. Vistas as lacunas nos conhecimentos dos físicos soviéticos sobre física nuclear na época, é difícil julgar a segurança de muitas decisões. As preocupações ambientais não foram levadas a sério durante o início da fase de desenvolvimento. Todos os seis reatores ficaram nas margens do Lago Kyzyltash  e utilizaram um sistema de refrigeração de ciclo aberto, descarregando a água contaminada diretamente de volta para o lago. Inicialmente Mayak estava despejando resíduos altamente radioativos em um rio próximo, que estava levando os resíduos para o rio Ob, fluindo mais para baixo até o Oceano Ártico. Mais tarde, o Lago Karachay foi utilizado para armazenamento ao ar livre.
Uma instalação de armazenamento de resíduos nucleares líquidos foi adicionada por volta de 1953. Era composta de tanques de aço montados numa base de concreto, de 8,2 metros de profundidade. Por causa do alto nível de radiação, o lixo estava se aquecendo através do decaímento radoativo (apesar de uma reação em cadeia não ser possível). Por essa razão, um refrigerador foi construído ao redor de cada banco, contendo 20 tanques. As instalações para monitorar a operação dos refrigeradores e o conteúdo dos tanques foram inadequadas.

## Explosão
Em 1957, o sistema de refrigeração em um dos tanques que continha cerca de 70 a 80 toneladas de resíduos radioativos líquidos falhou e não foi reparado. A temperatura começou a aumentar, resultando na evaporação e na explosão química dos resíduos secos, que consistiam principalmente de nitrato de amónio e acetatos (ver nitrato de amónio/óleo combustível bomba). A explosão, em 29 de Setembro de 1957, que se estima ter uma força de cerca de 70 a 100 toneladas de TNT,[carece de fontes?] jogou a tampa de concreto de 160 toneladas no ar. Não houve vítimas imediatas como resultado da explosão, mas lançou uma estimativa de 20 MCi (800 PBq) de radioatividade. A maioria desta contaminação se estabeleceu perto do local do acidente e contribuiu para a poluição do Rio Techa, mas uma nuvem contendo 2 MCi (80 PBq) de radionuclídeos espalhou-se por centenas de quilômetros. As áreas anteriormente contaminadas dentro da área afetada incluem o rio Techa, que acabou recebendo 2,75 MCi (100 PBq) de resíduos despejados deliberadamente, e o Lago Karachay , que tinha recebido 120 MCi (4 000 PBq).
Dentro de 10 a 11 horas, a nuvem radioativa mudou-se para o norte-leste, atingindo 300-350 quilômetros do acidente. A precipitação da nuvem resultou em uma contaminação a longo prazo de uma área de mais de 800 a 20 000 quilômetros quadrados (dependendo do nível de contaminação é considerado significativo), principalmente com o césio-137 e o estrôncio-90. Esta área é geralmente referido como o Mapa dos Traços de Radioatividade na área dos Urais Orientais (EURT).

## Evacuações
Pelo menos 22 aldeias foram expostas à radiação do desastre, com uma população total de cerca de 10 000 pessoas que foram evacuadas. Alguns evacuaram depois de uma semana, mas demorou quase 2 anos para ocorrer evacuações em outros locais.
| Aldeia         | População | Tempo de evacuação(dias) | Equivalente média de dose eficaz (mSv) |
| -------------- | --------- | ------------------------ | -------------------------------------- |
| Berdyanish     | 421       | 7–17                     | 520                                    |
| Satlykovo      | 219       | 7–14                     | 520                                    |
| Galikayevo     | 329       | 7–14                     | 520                                    |
| Rus. Karabolka | 458       | 250                      | 440                                    |
| Alabuga        | 486       | 255                      | 120                                    |
| Yugo-Konevo    | 2,045     | 250                      | 120                                    |
| Gorny          | 472       | 250                      | 120                                    |
| Igish          | 223       | 250                      | 120                                    |
| Troshkovo      | 81        | 250                      | 120                                    |
| Boyovka        | 573       | 330                      | 40                                     |
| Melnikovo      | 183       | 330                      | 40                                     |
| Fadino         | 266       | 330                      | 40                                     |
| Gusevo         | 331       | 330                      | 40                                     |
| Mal. Shaburovo | 75        | 330                      | 40                                     |
| Skorinovo      | 170       | 330                      | 40                                     |
| Bryukhanovo    | 89        | 330                      | 40                                     |
| Krivosheino    | 372       | 670                      | 40                                     |
| Kozhakul       | 631       | 670                      | 40                                     |
| Tygish         | 441       | 670                      | 40                                     |
| Chetyrkino     | 278       | 670                      | 42                                     |
| Klyukino       | 346       | 670                      | 40                                     |
| Kirpichiki     | 160       | 7–14                     | 5                                      |

## Consequências

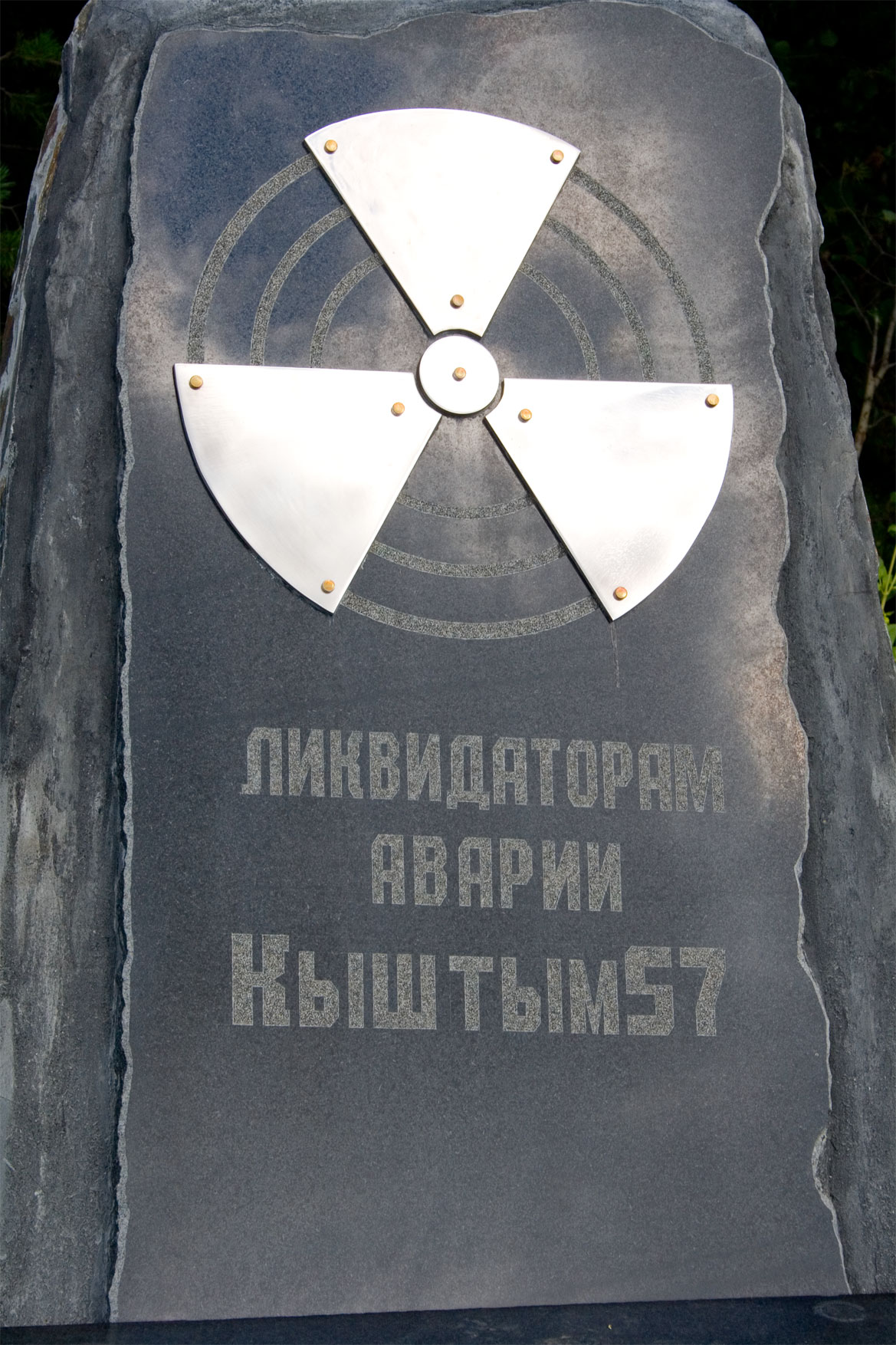
Kyshtym Memorial

Por causa do sigilo em torno de Mayak, as populações das áreas afetadas não foram inicialmente informadas do acidente. Uma semana mais tarde (6 de outubro), uma operação foi realizada para evacuar 10 000 pessoas da área afetada, ainda sem dar uma explicação das razões para a evacuação.
Relatos vagos de um "acidente catastrófico" causando "precipitação radioativa sobre o Soviete e muitos estados vizinhos" começaram a aparecer na imprensa ocidental entre 13 e 14 de abril de 1958 e os primeiros detalhes surgiram no jornal vienense Die Presse em 17 de março de 1959. Mas foi apenas em 1976 que Zhores Medvedev fez com que a natureza e a extensão do desastre fossem conhecidas pelo mundo. Na ausência de informações verificáveis, foram dadas contas exageradas da catástrofe.  As pessoas ficaram histéricas com medo com a incidência de doenças "misteriosas". E as vítimas foram vistas com a pele de seus rostos, mãos e outras partes expostas de seus corpos "descamando". A descrição de Medvedev do desastre no New Scientist foi inicialmente ridicularizada por fontes da indústria nuclear ocidental, mas o núcleo de sua história foi logo confirmado pelo professor Leo Tumerman, ex-chefe do  Engelhardt Instituto de Biologia Molecular, em Moscou.
O verdadeiro número de mortos permanece incerto devido ao câncer provocado por radiação induzida, e é clinicamente indistinguível de qualquer outro câncer, e sua taxa de incidência só pode ser medido por meio de estudos epidemiológicos. Um livro afirma que "em 1992, um estudo realizado pelo Instituto de Biofísica do antigo Ministério da Saúde Soviético em Chelyabinsk descobriu que 8 015 pessoas morreram nos últimos 32 anos, como resultado do acidente". Por outro lado, apenas 6 000 atestados de óbito foram encontrados por residentes do rio Techa entre 1950 e 1982 de todas as causas de morte, embora talvez o estudo soviético considerasse uma área geográfica maior afetada pela pluma aerotransportada. A estimativa mais citada é de 200 mortes por câncer, mas a origem desse número não está clara. Estudos epidemiológicos mais recentes sugerem que cerca de 49 a 55 mortes por câncer entre residentes ribeirinhos podem ser associadas à exposição à radiação. Isso incluiria os efeitos de todas as libertações radioativas no rio, 98% das quais ocorreram muito antes do acidente de 1957, mas não incluiria os efeitos da pluma transportada pelo ar que foi levada para o nordeste. A área mais próxima do acidente produziu 66 casos diagnosticados de síndrome de radiação crônica, fornecendo a maior parte dos dados sobre esta condição.
Para reduzir a disseminação de contaminação radioativa após o acidente, o solo contaminado foi escavado e armazenados em áreas fechadas que eram chamados de "cemitério da terra". O governo Soviético, em 1968, disfarçou área EURT, criando a Reserva Natural Ural Oriental, que proibiu qualquer acesso não autorizado à área afetada.
De acordo com György, que invocou a Lei de Liberdade de Informação para obter acesso aos arquivos relevantes da Agência Central de Inteligência (CIA), a CIA sabia do acidente de Mayak de 1957, desde 1959, mas manteve-o em segredo para evitar consequências negativas para a incipiente indústria nuclear americana. A partir de 1989 o governo Soviético, gradualmente, começou a tornar público os documentos sobre o desastre.

## Situação atual
O nível de radiação na própria Ozyorsk é cerca de 0,1 mSv por ano, sendo considerado seguro para os seres humanos. No entanto, a área do EURT ainda está fortemente contaminada com radioatividade.